# Pakeezah
Pakeezah (Hindi: पाक़ीज़ा, Urdu: پاکیزہ،, übersetzt: Die Reine) ist ein indischer Spielfilm von Kamal Amrohi aus dem Jahr 1972. Er gehört zu den Klassikern unter den Bollywoodfilmen mit arabischen und persischen Einflüssen.

## Handlung
Der Film spielt zur Jahrhundertwende im muslimischen Lucknow. Shahabuddin stammt aus angesehenem Hause und holt dennoch die Kurtisane Nargis aus dem Bordell, um sie zur Frau zu nehmen. Sein Vater wirft sie aus dem Haus, um seinen Status nicht von ihr, als Prostituierte, beschmutzen zu lassen. Deshalb flieht Nargis auf den Friedhof, wo sie eine Zeit lang lebt und ein Kind gebärt. Schließlich stirbt sie und ihre Schwester nimmt das Baby an sich.
17 Jahre später ist auch Nargis’ Tochter Sahibjaan eine Prostituierte und die Attraktion der ganzen Stadt. Als sie einmal in einem Zug schläft, fällt sie dem Reisenden Salim Ahmed Khan auf.
Er hinterlegt ihr eine liebevolle Notiz, die Sahibjaan behält und nun täglich von dem geheimnisvollen Mann träumt.
Und tatsächlich begegnet sie ihm nach einem Bootsunfall. Beide verlieben sich ineinander, doch bald stellt sich heraus, dass Salim der Neffe ihres Vaters ist. Für Salims Vater kommt eine Heirat der beiden nicht in Frage und verbietet die Bindung.
Sahibjaan tanzt auf Salims arrangierter Hochzeit, wo ihr Vater Shahabuddin ihre Identität ausfindig macht und sie als seine Tochter zurückgewinnt.
Am Ende erfüllen sich all ihre Wünsche und Sahibjaan heiratet Salim und lässt ihre Vergangenheit hinter sich.

## Musik
| Songtitel            | Sänger/in                      |
| -------------------- | ------------------------------ |
| Chalte Chalte        | Lata Mangeshkar                |
| Inhe Logone Ne       | Lata Mangeshkar                |
| Thare Rahiyo         | Lata Mangeshkar                |
| Teer-E-Nazar         | Lata Mangeshkar                |
| Mausam Hai Aashiqana | Lata Mangeshkar                |
| Chalo Dildar Chalo   | Lata Mangeshkar, Mohammad Rafi |

Die Musik stammt von Ghulam Mohammed und Naushad Ali. Die Liedtexte schrieben Kaif Bhopali, Majrooh Sultanpuri und Kaifi Azmi. Chalte Chalte und Inhe Logone Ne gehören zu den bekanntesten Liedern von Lata Mangeshkar.

## Hintergrund
Pakeezah wurde bereits seit 1958 von Kamal Amrohi und seiner damaligen Frau Meena Kumari geplant. Ursprünglich wollte Amrohi selbst die männliche Hauptrolle übernehmen. Die Produktion begann 1964, doch nachdem sich Amrohi und Kumari getrennt hatten, wurde das Projekt auf unbestimmte Zeit aufgeschoben. Kumari, die zu dieser Zeit bereits alkoholkrank war, stimmte der Vollendung des Films einige Jahre später zu. Aufgrund ihres schlechten Gesundheitszustands musste Kumari in den Tanzszenen teilweise von Padma Khanna ersetzt werden. 
Während der Filmarbeiten starb der Komponist Ghulam Mohammed, dessen Arbeiten von Naushad fertiggestellt wurden (Hintergrundmusik). Auch der Kameramann Josef Wirsching verstarb während der Dreharbeiten; seinen Part übernahm R. D. Mathur.
Kurz nachdem Pakeezah im Februar 1972 in die Kinos gekommen war, starb Meena Kumari an Leberzirrhose. Nach ihrem Tod wurde der zunächst vom Publikum verhalten aufgenommene Film zum Klassiker.

## Auszeichnungen
Filmfare Award 1973
- Filmfare Award/Bestes Szenenbild an N. B. Kulkarni